# Ulrich Bopp
Ulrich Bopp (* 1940 in Schramberg, Kreis Rottweil) ist ein deutscher Verwaltungsjurist.

## Werdegang
Bopp studierte Rechts- und Staatswissenschaften in Tübingen, Kiel und Freiburg und gehörte in den Jahren 1965/1966 zur ersten Gruppe junger Deutscher, die an der École nationale d’administration in Paris studieren konnten. Von 1968 bis 1970 war er wissenschaftlicher Angestellter an der Universität Freiburg und 1971 Fellow an der University of Toronto. Nach Promotion 1972 in Freiburg war er von 1972 bis 1990 als Ministerialbeamter im Staatsdienst des Landes Baden-Württemberg tätig, zuletzt als Leiter der Abteilung Gesundheitswesen im Ministerium für Arbeit, Gesundheit und Sozialordnung. Von 1990 bis 2002 war er Geschäftsführer der Robert Bosch Stiftung in Stuttgart und von 2003 bis 2007 Vorstand der Stiftung „Erinnerung, Verantwortung und Zukunft“.  1999 war er Kurator und 2008 Vorsitzender des Deutsch-Türkischen Forums Stuttgart.
Seit 1959 ist er Mitglied des Corps Suevia Tübingen und seit 1968 Mitglied des Tönissteiner Kreises.

## Ehrungen
- 2002: Verdienstkreuz 1. Klasse der Bundesrepublik Deutschland
- 2002: Kommandeur des Polnischen Verdienstordens
- 2004: Officier de la Légion d’honneur
- 2011: Großes Verdienstkreuz der Bundesrepublik Deutschland